# Varda par Agnès
Pour plus de détails, voir Fiche technique et Distribution.
Varda par Agnès est un film documentaire français réalisé par Agnès Varda et Didier Rouget, sorti en 2019.

## Fiche technique
- Titre français : Varda par Agnès
- Réalisation et scénario : Agnès Varda et Didier Rouget
- Photographie : François Décréau et Claire Duguet
- Son : David Chaulier et Alan Savary
- Montage : Agnès Varda et Nicolas Longinotti
- Pays d'origine : France
- Format : Couleurs - 35 mm
- Genre : documentaire
- Durée : 115 minutes
- Dates de sortie :
  -  Allemagne : 13 février 2019 (Berlinale 2019)

## Distinction

### Sélection
- Berlinale 2019 : sélection hors compétition.